# Tequixquiac
Tequixquiac és un dels 125 municipis de l'Estat de Mèxic. Se situa al nord de la Ciutat de Mèxic limitant amb l'estat d'Hidalgo, sent un lloc de transició entre la Vall de Mèxic i la Vall del Mezquital. El cap de municipi és Santiago Tequixquiac i està localitzada a una distància aproximada de 280 quilòmetres de la ciutat de Toluca de Lerdo, la segona localitat en importància és el poble de Tlapanaloya.

## Geografia

Medi natural del municipi de Tequixquiac.

La ubicació del municipi és al nord de l'Estat de Mèxic, a 84 quilòmetres al nord de la ciutat de Mèxic i 120 quilòmetres de la ciutat de Toluca i es localitza en les coordenades geogràfiques del meridià de Greenwich latitud nord 19° 51' 23 mínima, 19° 57' 28 màxima, longitud oest 99° 03' 30 mínima, 99° 13' 35 màxima.
El municipi limita al nord i a l'oest amb el Apaxco, al sud amb Zumpango, al sud-oest amb Huehuetoca, a l'est amb Hueypoxtla i a l'oest amb l'Estat d'Hidalgo. La seva capçalera municipal és Santiago Tequixquiac, dintre del municipi existeix el poblat de Tlapanaloya, la Colònia Wenseslao Labra (que se situa dintre del municipi de Zumpango formant part d'una conurbació amb el poble de San Juan Zitlaltepec), també pertanyen al municipi la rancrería de L'Heredad i les ex-hisendes de Montero i San Sebastían.

### Orografia
Tequixquiac com zona orogràfica comprèn la transició de la Vall de Mèxic cap a la Vall del Mezquital, l'altitud màxima del municipi és el Cerro Mesa Ahumada, elevació amb de 2680 m.s.n.m. i l'altitud mínima amb 2.340 m.s.n.m.

## Història

Os sacre de Tequixquiac.

Tequixquiac, és un municipi on s'han fet grans descobriments quant a material fòssil de fa, encara que amb el pas del temps la terra i la vegetació han sepultat restes d'homes i animals que posteriorment i de manera casual han estat trobats, com és el cas del Sacre de Tequixquiac "trobat el 4 de febrer de 1870, a dotze metres de profunditat, durant les obres de canalització del desguàs de la ciutat de Mèxic; Aquest fòssil és considerat com a exemple d'art suggerit i al qual se li va donar valor científic per a la prehistòria del continent americà.
El sòl del municipi ha estat habitat 35,000 anys aC per homes primitius que van creuar l'estret de Bering procedents d'Àsia. Aquests homes i dones eren nòmades, caçaven animals grossos com mamuts i recollien fruits per evidències arqueològiques trobades en aquest lloc. Una de les troballes més importants de l'art primitiu a Amèrica va ser trobat en aquest municipi, va prendre el nom de l'Os sacre de Tequixquiac, el qual no té cap utilitat i que només reflecteix el sentiment ideològic de l'artista que va tallar la peça d'os d'un camèlid fa 22,000 anys aC.

## Política i govern

### Alcaldes
|  | - José Rafael Pérez Martínez (2000-2003) - Gustavo Alonso Donis García (2003-2006) - Enrique Martínez Astorga (2006-2009) - Xóchitl Ramírez Ramírez (2009-2012) - Juan Carlos Hernández González (2012-2015) - Salvador Raúl Vásquez Valencia (2016-) |

## Demografia

### Localitats
El municipi de Tequixquiac té un total de 10 localitats; les principals en població són:
| Localitats           | Població |
| Total Municipi       | 33,907   |
| Santiago Tequixquiac | 25,430   |
| Tlapanaloya          | 6,466    |
| Wenceslao Labra      | 1,248    |
| La Heredad           | 73       |